# Federació Espanyola de Resistència al Capital
La Federació Espanyola de Resistència al Capital (FERC), també coneguda com a Pacto de Unión y de Solidaridad, fou una organització obrera anarco-col·lectivista. Es constituí en un congrés convocat a Barcelona el 18 de maig del 1888, per un sector de la FTRE. Hi participaren 26 federacions d'oficis, 3 consells locals i 6 federacions locals, bàsicament de Barcelona, Reus, Gràcia i Sants. També hi participaren alguns representants de València, Alcoi i Valladolid. Celebrà un congrés a València l'octubre de 1888. El 1891 celebrà un nou congrés a Madrid. Després anà perdent activitat. Fou una organització amb escassa rellevància i va ser substituïda el 1900 per la Federació Regional de Societats de Resistència de la Regió Espanyola.